# Boliscodes
Boliscodes is een monotypisch geslacht van spinnen uit de  familie van de Thomisidae (krabspinnen).

## Soort
- Boliscodes amaenulus Simon, 1909